# 資福鎮
資福鎮（しふくちん）は中華人民共和国湖南省長沙市寧郷市の鎮。

## 行政区画
- 窯里村
- 和泉村
- 珊瑚沖村
- 万福村
- 大紅村
- 江泉村
- 七星村
- 双流村
- 竜馬村
- 清泉河村
- 合星村
- 華宝村

## 経済

### 名物・特産品
- たばこ
- 稲

## 地理
資福鎮は寧郷市の中部に位置し、北は大成橋鎮、壩塘鎮と、東は夏鐸鋪鎮と、西は双鳧鋪鎮、灰湯鎮と、南は金石鎮とそれぞれ接している。
- 河川：烏江
- ダム湖：大紅新塘水庫

## 教育
- 初級中学：資福中学

## 交通

### 道路
- 県道：寧灰線、辺資線、清泉河大道、四清壩道路